# Полия
Полия (итал. Polia) — коммуна в Италии, располагается в регионе Калабрия, подчиняется административному центру Вибо-Валентия.
Население составляет 1317 человек, плотность населения составляет 42 чел./км². Занимает площадь 31 км². Почтовый индекс — 88027. Телефонный код — 0963.
Покровителем коммуны почитается святой Энрике, празднование 13 июля.
Близлежащие населённые пункты: Ченади, Кортале, Филадельфия, Йакурсо, Майерато, Монтероссо-Калабро, Сан-Вито-Сулло-Йонис.